# Cyanocharax
Genre
Cyanocharax est un genre de poissons d'eau douce téléostéens de la famille des Characidae (ordre des Characiformes).

## Liste d'espèces
Selon World Register of Marine Species (5 décembre 2023), ce genre, bien que valide, ne comporte plus aucune espèce valide car elles ont toutes été transférées vers le genre Diapoma comme suit :
- Cyanocharax alburnus (Hensel, 1870) vers Diapoma alburnum (Hensel, 1870)
- Cyanocharax alegretensis Malabarba & Weitzman, 2003 vers Diapoma alegretense (Malabarba & Weitzman, 2003)
- Cyanocharax dicropotamicus Malabarba & Weitzman, 2003 vers Diapoma dicropotamicus (Malabarba & Weitzman, 2003)
- Cyanocharax itaimbe Malabarba & Weitzman, 2003 vers Diapoma itaimbe (Malabarba & Weitzman, 2003)
- Cyanocharax lepiclastus Malabarba, Weitzman & Casciotta, 2003 vers Diapoma lepiclastum (Malabarba, Weitzman & Casciotta, 2003)
- Cyanocharax obi Casciotta, Almirón, Piálek & Říčan, 2012 vers Diapoma obi (Casciotta, Almirón, Piálek & Říčan, 2012)
- Cyanocharax tipiaia Malabarba & Weitzman, 2003 vers Diapoma tipiaia (Malabarba & Weitzman, 2003)
- Cyanocharax uruguayensis (Messner, 1962) vers Diapoma uruguayense (Messner, 1962)

## Classification
Le nom valide complet (avec auteur) de ce taxon est Cyanocharax Malabarba (d) & Weitzman (d), 2003,.

## Publication originale
- (en + pt) Luiz R. Malabarba et Stanley H. Weitzman, « Description of a new genus with six new species from southern Brazil, Uruguay and Argentina, with a discussion of a putative characid clade (Teleostei: Characiformes: Characidae) », Comunicaçoes do Museu de Ciências e Tecnologia da PUCRS. Série Zoologia, Brésil, vol. 16, no 1,‎ janvier 2003, p. 67-151 (ISSN 0104-6950, lire en ligne, consulté le 5 décembre 2023).